# بنو حسان (قبيلة)
بني حسان قبيلة عربية وأحد أكبر بطون بني معقل موطنها أول في شمال افريقيا قفار شرق المغرب الاقصى ثم أنتقلو لاحقا الى بلد نول قاعدة السوس فيستولون على السوس الأقصى وما إليه، وينتجعون كلهم في الرمال إلى مواطن الملثمين من كدالة ومستوفة ولمتونة وقد أستولوا على تلك البلاد المعروفة حاليا جنوب المغرب و الصحراء الغربية وموريتانيا وفرضو لهجتهم العربية المعروفة بالحسانية نسبة اليهم وقد أنشأوا الإمارات الحسانية.

## أصلها
هم بنو حسان بن مختار بن محمد بن معقل بن موسى الهراج بن محمّد بن جعفر الأمير بن إبراهيم الأعرابي بن محمد الجواد بن علي الزينبي بن عبد الله بن جعفر الطيار بن أبي طالب.

## تاريخ القبيلة وهيمنتها على منطقة
قال ابن خلدون الحضرمي في فصل طويل تحت عنوان 《 ذوو حسان عرب السوس 》: " وأما بنو مختار بن محمد فهم كما قدمناه : ذوي حسان والشبانات والرقيطات ومنهم أيضا الجياهنة وأولاد أبورية وكانت مواطنهم بنواحي نهر ملوية إلى مصبه في البحر مع إخوانهم ذوي منصور وعبيد الله إلى أن استصرخهم علي بن يدر الزكندري صاحب السوس من بعد الموحدين ونسبه ابن عمه في عرب الفتح وكانت بينه وبين كزولة الظواعن ببسائط السوس وجبالة فتنة طويلة استصرخ لها بني مختار هؤلاء فصارخوه وارتحلوا إليه بظعونهم وحمدوا مواطن السوس لعدم المزاحم من الظواعن فيها فأوطنوها وصارت مجالاتهم بقفرها وغلبوا كزولة وأصاروهم في جملتهم ومن ظعونهم وغلبوا على القصور التي بتلك المواطن في سوس ونول ووضعوا عليها الأتاوات مثل تارودانت من سوس وهي ضفة وادي سوس حيث يهبط من الجبل وبين مصبه ومصب وادي ماسة حيث الرباط المشهور مرحلة إلى القبلة.
ومن هناك إلى زوايا أولاد بني نعمان مرحلة أخرى في القبلة على سائر البحر وتواصت على وادي نول حيث يدفع من جبل نكيسة غربا وبينها وبين إيفري مرحلة والعرب لا يغلبونها وإنما يغلبون على البسائط في نواحيها وكانت هذه المواطن لعهد الموحدين من جملة ممالكهم وأوسع عمالاتهم فلما انقرض أمر الموحدين حجبت عن ظل الدولة وخرجت عن إيالة السلطان إلا ما كان بها لبني يدر هؤلاء الذين قدمنا ذكرهم وكان علي بن يدر مالكا لقصورها وكان له من الجند نحو ألف فارس وولي من بعده عبد الرحمن بن الحسن بن يدر وبعده أخوه علي بن الحسن.
وكان لعبد الرحمن معهم حروب وفتن بعد استظهاره بهم وهزموه مرات متتابعة أعوام خمس وسبعمائة وما بعده وغدر هو بمشيختهم وقتلهم بتارودانت سنة ثمان وسبعمائة من بعد ذلك وكان لبني المرين على هؤلاء المعقل السوس وقائع وأيام وظهر يعقوب بن عبد الحق ببني مرين في بعضها الشبانات على بني حسان واستلحم منهم عددا وحاصرهم يوسف بن يعقوب بعدها فأمسكوها وأغرمهم ثمانية عشر ألفا وأثخن فيهم يوسف بن يعقوب ثانية سنة ست وثمانين وسبعمائة وحاربتهم جيوشه أيضا أياما لحق بهم بنو كمي من بني عبد الواد وخالفوا على السلطان فترددت إليهم العساكر واتصلت الحروب كما نذكر في أخباره.
ولما استفحل أمر زناتة بالمغرب الأقصى  وملك أبو علي ابن السلطان أبي سعيد سجلماسة واقتطعها عن ملك أبيه بصلح وقع على ذلك انضوى إليه هؤلاء الأعراب أهل السوس من الشبانات وبني حسان ورغبوه في ملك هذه القصور فأغزاها من تخوم وطنه بدرعه ودخل القرى عنوة وفر علي بن الحسن وأمه إلى جبال نكسيه عند صنهاجة ثم رجع ثم غلب السلطان أبو الحسن واستولى على المغرب كله ورغبه العرب في مثلها من قصور السوس فبعث معهم عساكره وقائده حسون بن إبراهيم بن عيسى من بني يرينان فملكها وجبى بلاد السوس وأقطع فيه للحرب وساسهم في الجباية فاستقامت حاله مدة.
ثم إنقرض أمر السلطان أبي الحسن فانقرض ذلك ورجع السوس إلى حاله وهو اليوم ضاح من ظل الدولة والعرب يقتسمون جبايته ورعاياه من قبائل المصامدة وصنهاجه قبائل الجباية والظواعن منهم يقتسمونهم خولا للعسكرة مثل كزولة مع بني حسان وزكرز ولخس من لمطة مع الشبانات هذه حالهم لهذا العهد ورياسة ذوي حسان في أولاد أبي الخليل بن عمر بن عفير بن حسن بن موسى بن حامد بن سعيد ابن حسان بن مختار لمخلوف بن أبي بكر بن سليمان بن الحسن بن زيان بن الخليل ولإخواته ولا أدري رياسة الشبانات لمن هي منهم إلا أنهم حرب لبني حسان آخر الأيام والرقيطات في غالب أحوالهم أحلاف للشبانات وهم أقرب إلى بلاد المصامدة وجبال درن وذوي حسان أبعد في القفر والله تعالى يخلق ما يشاء لا إله إلا هو ".

## الدراسات العلمية
في دراسة جينية عن سكان   سوس و صحراء ؛ صدرت سنة 2009 تحت عنوان "ترددات الأليلات لـ 15 موضعًا جسميًا STR في سكان صحراء الغربية و موريتانيا و جنوب المغرب مع التركيب التطوري بين السكان في جميع أنحاء العالم" ؛ تم فيها فحص 204 فرد الناطقون بالعربية من المنطقة والمفترض أنهم من بني حسان ومعقل تاريخيا ؛ وخلص العلماء إلى أنهم أقرب جينيا للسعوديين بدرجة أولى إذ جاء في الدراسة : " تظهر الشجرة التطورية التي تم إنشاؤها بين السكان في جميع أنحاء العالم وقيم المسافة الجينية قرابة كبيرة بين سكان الصحراء الغربية ووالسعوديين والمغاربة الأسنيين والأندلسيين ".
وسنة 2023 صدرت دراسة جينية جديدة عن سكان السوس الأقصى الناطقون بالبربرية تحت عنوان «التوصيف الجيني للسكان الناطقين باللغة البربرية في سوس (المغرب) على أساس STRS الصبغية الجسدية»؛ تم فيها فحص 150 فرد سليما من مناطق مختلفة في السوس ؛ وخلص العلماء إلى أن سكان سوس الناطقون بالبربرية والعربية أقرب جينيا لسكان الشرق الأوسط إذ ورد فيها ؛ " وقد صنف التحليل التطوري السوس بالقرب من سكان أزرو وجنوب المغرب. وأظهرت مقارنة السكان تقاربًا بين السوس ومعظم سكان شمال إفريقيا، وكذلك مع سكان الشرق الأوسط والأوروبيين ".
كما خلصت إلى نتيجة أخرى هامة، إذ أن العلماء بعد مقارنة التقارب الجيني لسكان شمال إفريقيا وسوس مع باقي الشعوب تبين أن المغاربة أقرب وأكثر إرتباطا جينيا بالعرب ؛ بحيث جاء في الدراسة : ” كانت مجموعة شمال إفريقيا متقاربة مع مجموعة شبه الجزيرة العربية، مما يدل على القرب الجيني بين سكان الشرق الأوسط وشمال إفريقيا ".
وفسرت الدراسة هذا القرب الجيني بين سكان السوس وشمال أفريقيا مع عرب الجزيرة العربية، بالقبائل العربية التي هاجرت لبلاد المغرب وإستوطنت المنطقة خاصة عرب بني معقل وبني هلال ؛ بحيث ورد في الدراسة : ”  في الواقع يمكن أن يكون القرب الجيني بين سكان سوس وعرب الشرق الأوسط مرتبطا بموجات الهجرة القديمة التي بدأت مع وصول عرب معقل عام 1218م إلى (سوس) “.